# Cosmopterix setariella
Cosmopterix setariella là một loài bướm đêm thuộc họ Cosmopterigidae. Loài này có ở Nga, Trung Quốc (Giang Tây) và Nhật Bản.
Chiều dài cánh trước khoảng 4,5 mm.
Ấu trùng ăn các loài Setaria viridis. Có khả năng chúng ăn lá cây nơi chúng sống.